# Kirovův závod
Kirovův závod (rusky Ки́ровский завод) je strojírna a strojírenský koncern v ruském Petrohradě, jeden z největších a nejvýznamnějších podniků tohoto města. Jeho počátky sahají do roku 1789, kdy zde vznikla slévárna na výrobu dělových koulí. Roku 1801 se závod přesunul na své současné místo. Roku 1868 továrnu koupil metalurg a podnikatel Nikolaj Putilov, který zde zprvu vyráběl především kolejová vozidla. Jeho továrna nesla název Putilovský závod (Путиловский завод) resp. po říjnové revoluci, k níž zdejší dělníci významně přispěli, Rudý Putilovec (Красный путиловец, od roku 1922). Po říjnové revoluci se zde vyráběly zejména traktory.

## Rudý Putilovec
Po Říjnové revoluci byl v roce 1922 závod přejmenován na „Rudý Putilovec“ a vyráběl první sovětské traktory. Typ Fordson-Putilovec vznikl na základě traktoru Fordson Model F. V letech 1933 a 1934 vyráběl závod také automobily pod značkou L 1. Šestimístná limuzína byla podobná modelu firmy Buick. Vůz poháněl osmiválcový motor o objemu 5750 cm³ poskytujícím výkon 105 koňských sil. Rozvor byl 3380 mm.

## Kirovův závod
Na počest zavražděného lenigradského komunistického vůdce Sergeje Kirova roku 1934 byl podnik pojmenován Kirovův závod č. 100. Pořadové číslo naznačuje že továrna se v té době zabývala zbrojní výrobou. V roce 1938 začala „Zvláštní konstrukční kancelář č. 2“ (OKB 2) Kirovova závodu pracovat na vývoji tanků řady KV. Tanky byly vyráběny jak v Kirovově závodě v Leningradě, tak později v Čeljabinském traktorovém závodě. Během druhé světové války vyráběl Kirovův závod také tanky T-34. V roce 1959 navštívil Nikita Sergejevič Chruščov Spojené státy americké, kde na něj zapůsobily velké traktory John Deere. Výsledkem bylo, že Kirovův závod byl v roce 1961 pověřen vývojem podobných velkých traktorů pro sovětské zemědělství. 13. července 1962 byl představen první velký traktor značky Kirovec.
Traktory typu Kirovec K-700 byly v Sovětském svazu a zemích Rady vzájemné hospodářské pomoci široce rozšířeny. V roce 1989 byl vyroben 400 000. traktor Kirovec.
Kirovův závod bývá čato nesprávně zaměňován s dalším výrobcem zbraní v Leningradě – Továrnou č. 185 (Ленинградский завод опытного машиностроения № 185 имени С. М. Кирова), bývalým Obuchovským závodem (Обуховский завод), který také nesl jméno S. M. Kirova.
Roku 1992 firma přešla na formu akciové společnosti. Od roku 2004 vznikal v továrně pancéřovaný automobil Dartz Kombat T-98 Luxury Armored Vehicle, podobný automobilům americké firmy Hummer. V současnosti ke koncernu patří asi 20 dceřiných společností, věnují se především metalurgii, energetice a výrobě průmyslových a transportních strojů.

## Galerie

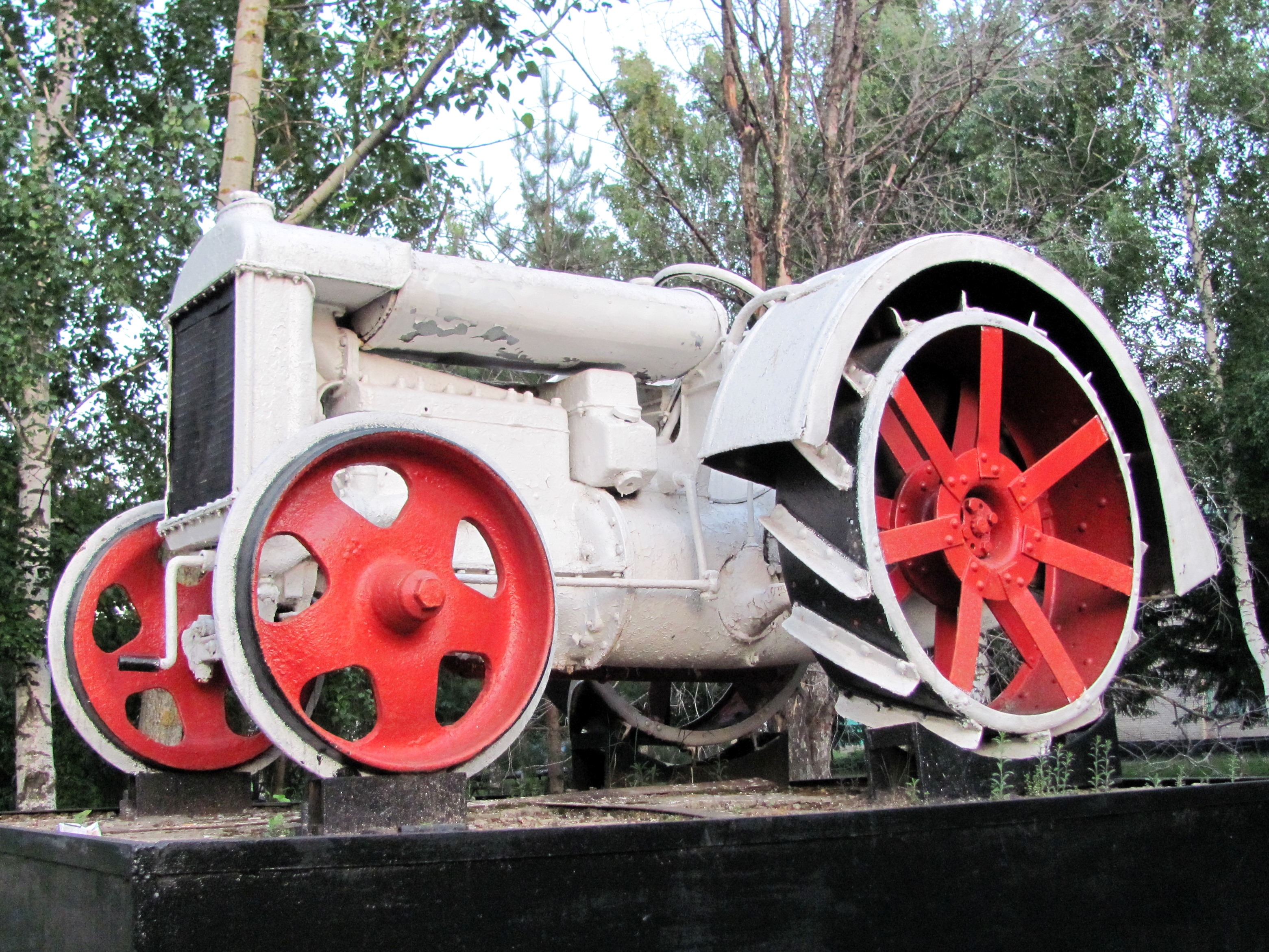
Fordson-Putilovec
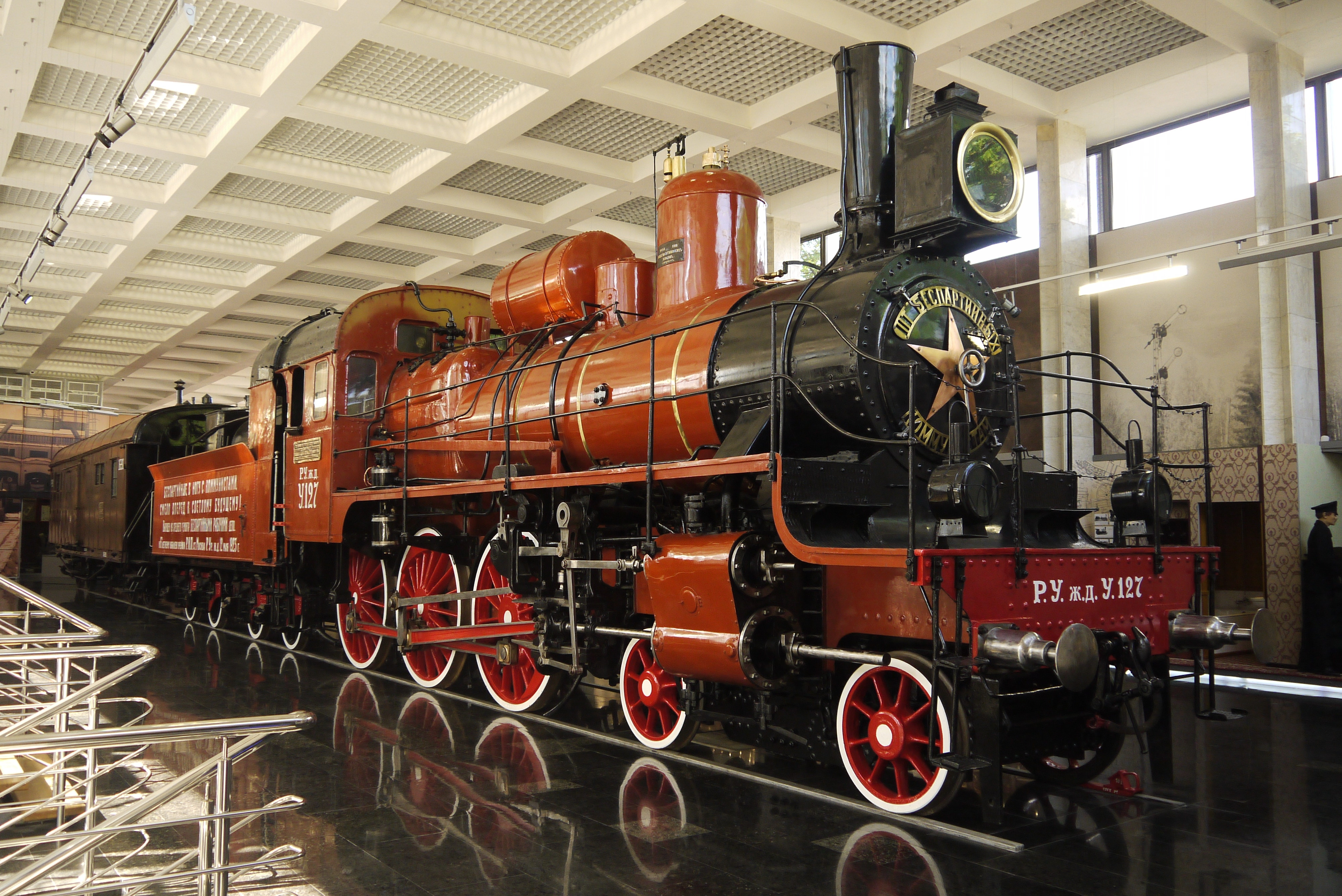
Lokomotiva U-127
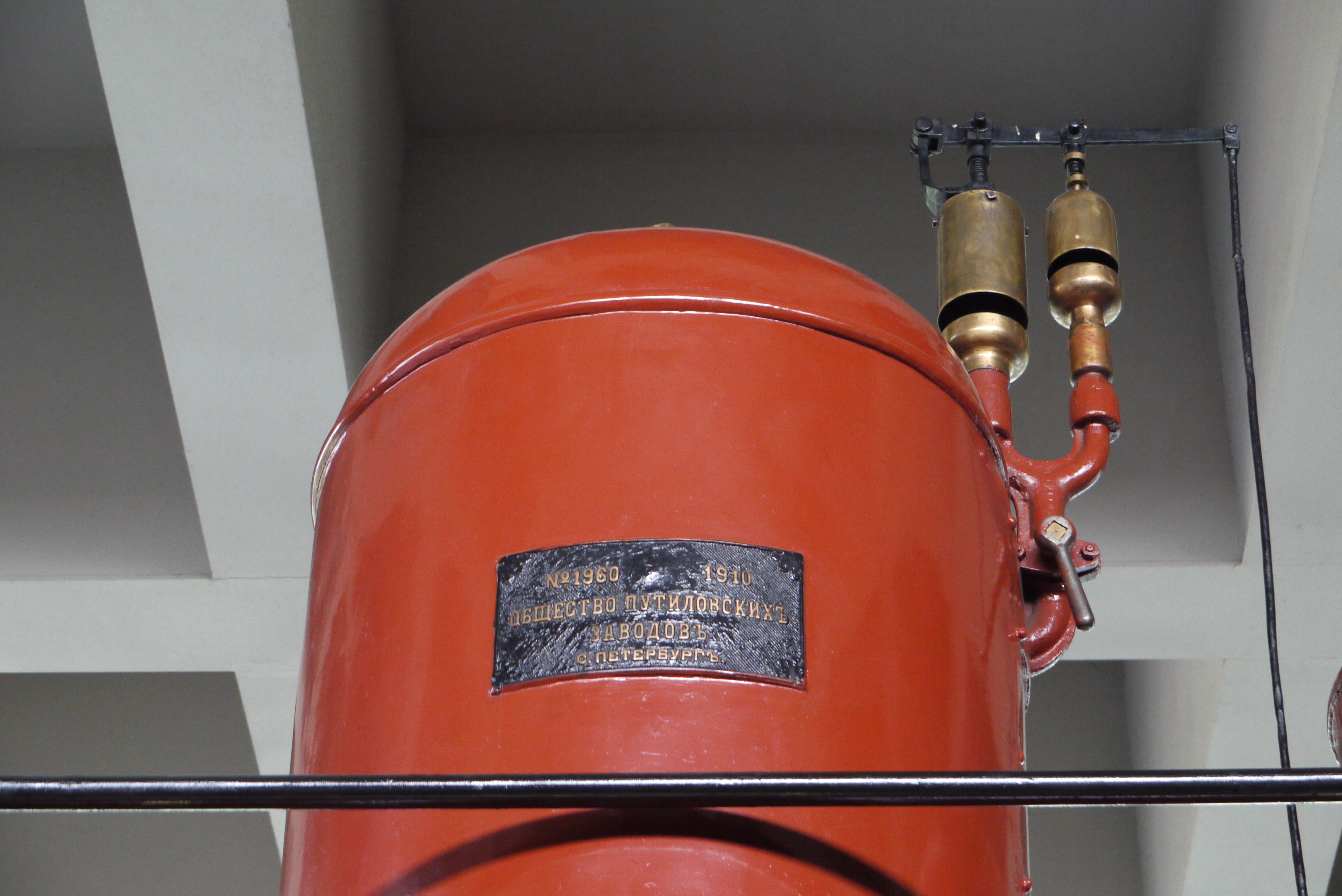
Tovární štítek, dóm lokomotivy U-127
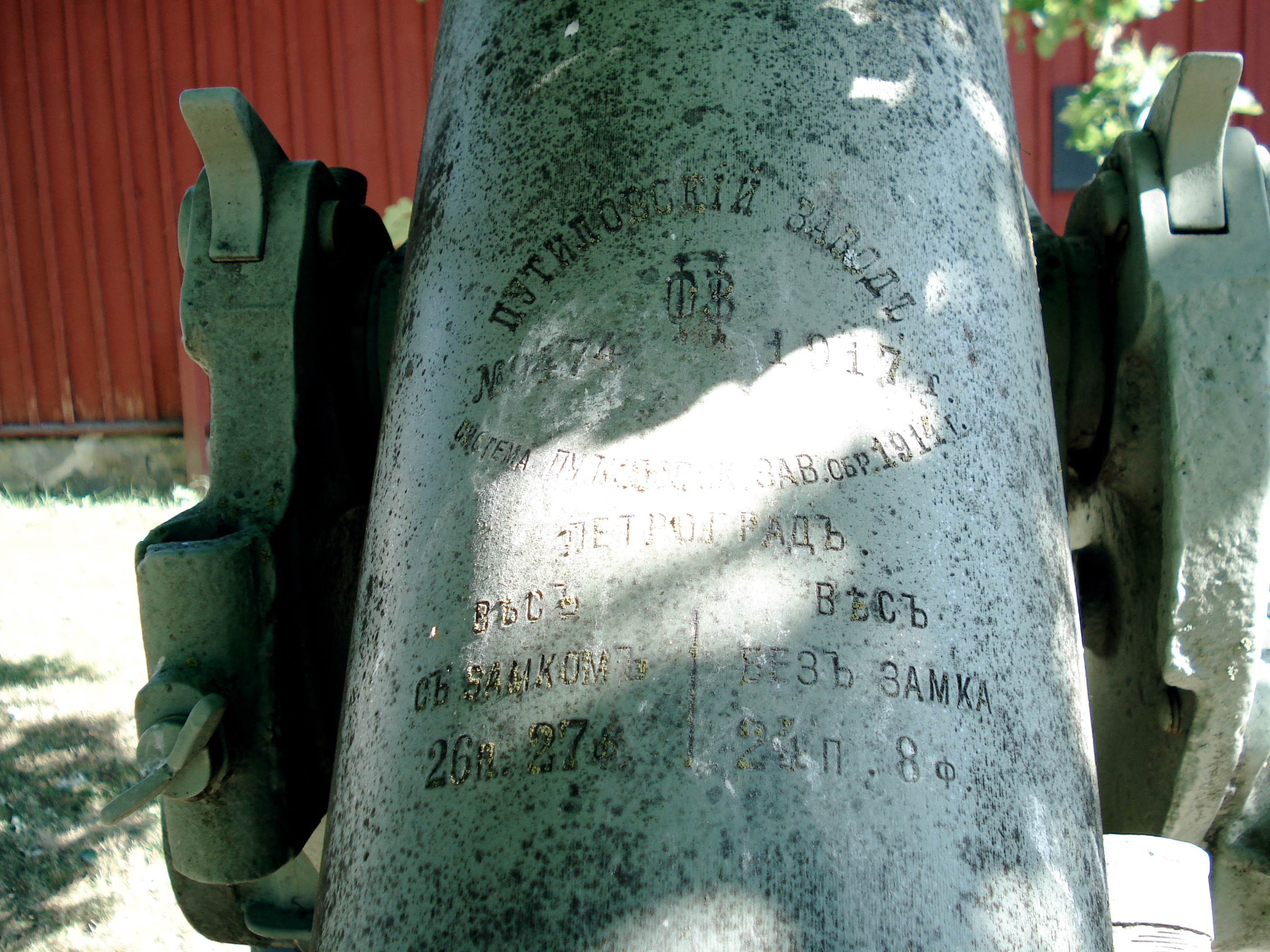
76mm protiletadlový kanon (1917)
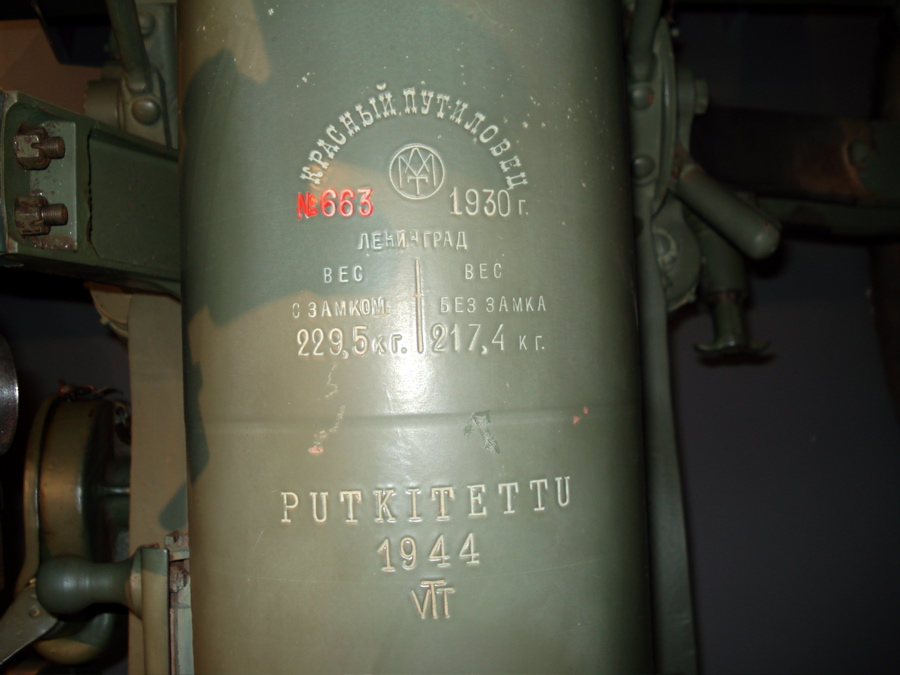
Kanony ze závodu Rudý Putilovec (1930)
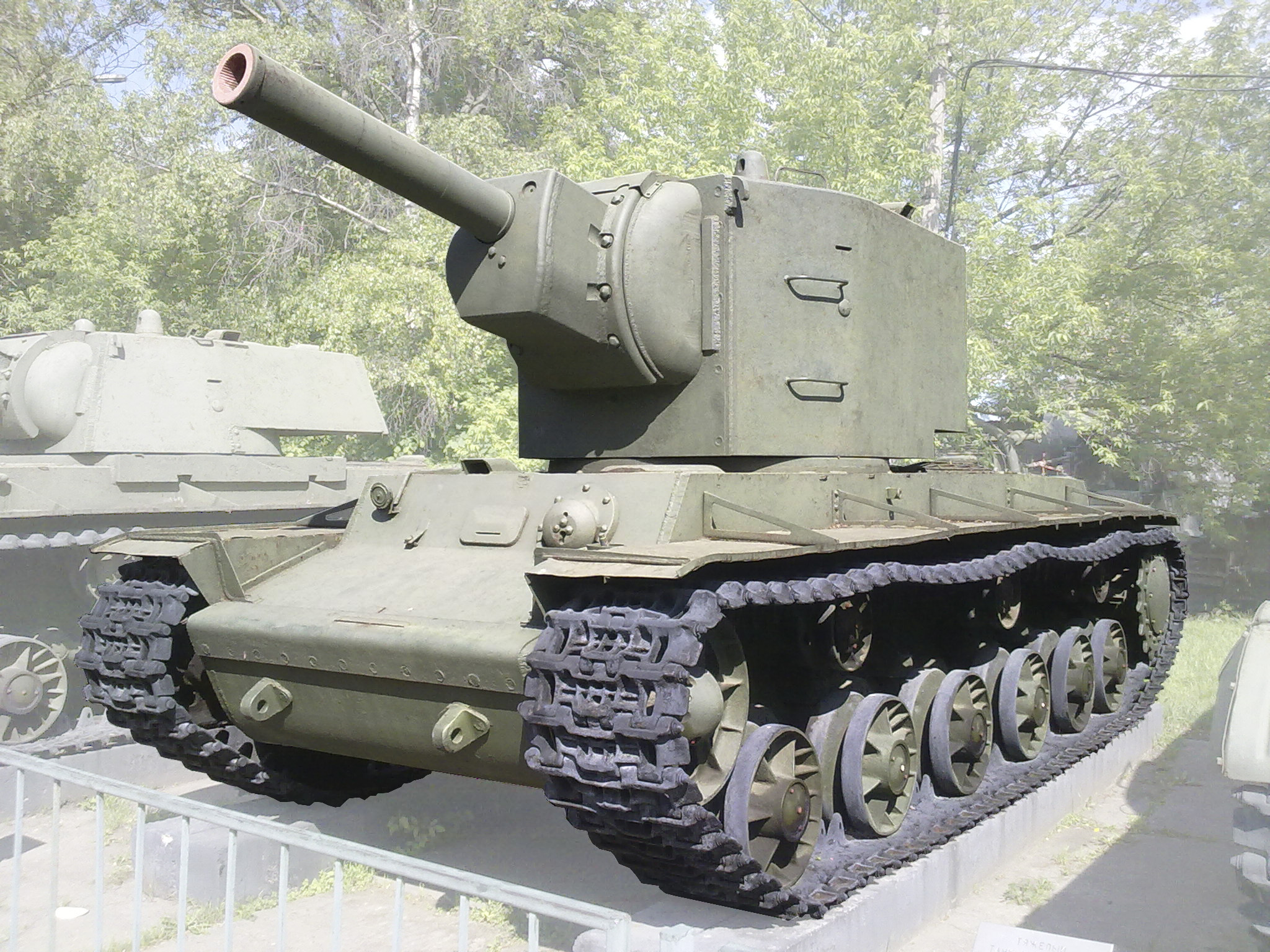
Těžký tank KV-2, vyráběný v letech 1940–1943
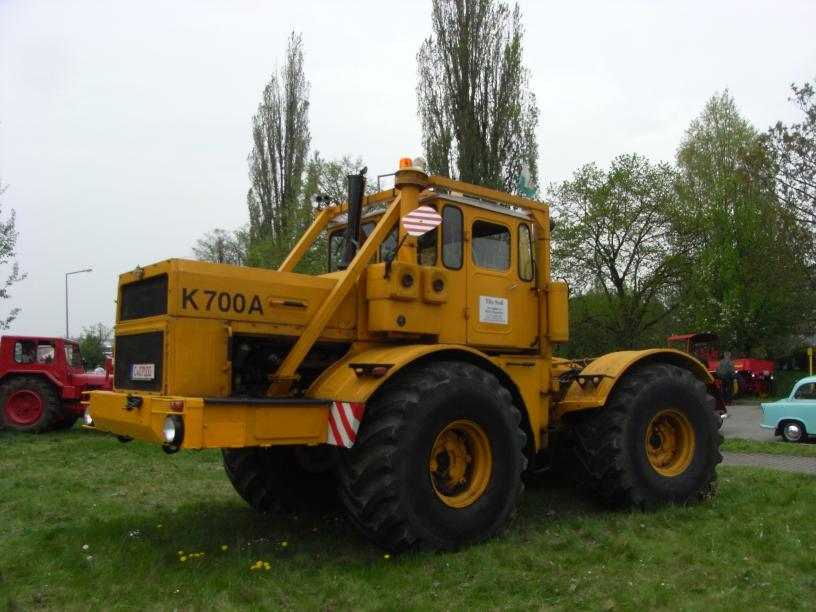
Traktory řady K-700 vyráběné v letech 1961–2002, zde verze K-700A
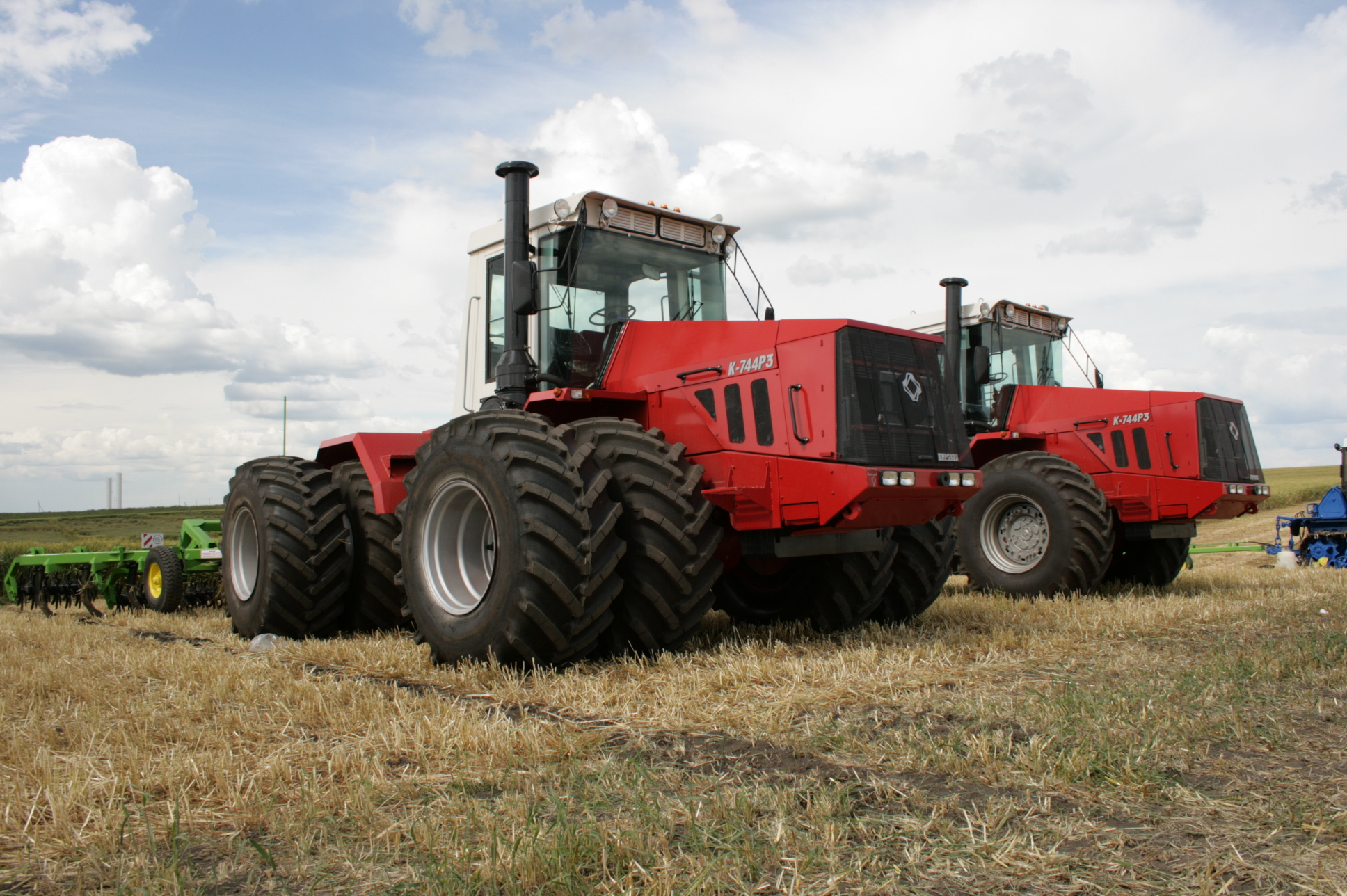
Traktor Kirovec K-744R, vyráběný od roku 2000
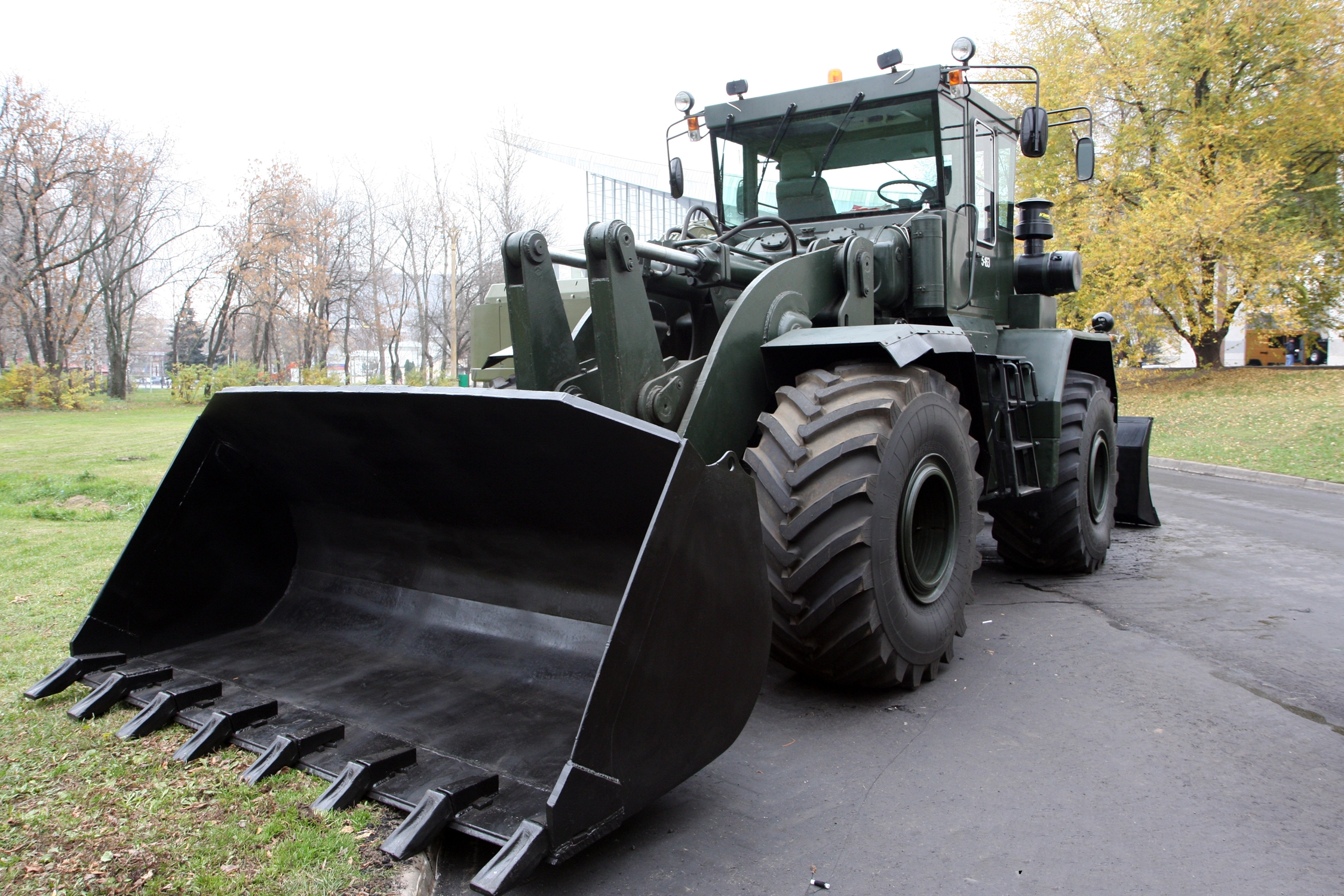
Kolový nakladač Kirovec K-702